# Augusto Tominz
Augusto Tominz (* 1. Februar 1818 in Rom; † 1883 in Triest) war ein italienischer Maler und Galeriedirektor.
Augusto Tominz war zuerst Schüler seines Vaters Giuseppe Tominz, später studierte er an der Akademie der Schönen Künste in Venedig unter Odorico Politi und Michelangelo Grigoletti. 1846 ging Tominz nach Triest und wurde dort 1872 Direktor des Museums Revoltella. Sein Sohn Alfredo Tominz (1854–1936) wurde ebenfalls Maler und der Nachfolger seines Vaters im Museum Revoltella.